# Gmina Franklin (hrabstwo Appanoose)

Położenie Gminy Franklin w hrabstwie Appanoose

Gmina Franklin (ang. Franklin Township) – gmina w USA, w stanie Iowa, w hrabstwie Appanoose. Według danych z 2000 roku gmina miała 169 mieszkańców.